# Thomas van der Wilt
Thomas van der Wilt (Piershil, 29 oktober 1659 - Delft, 19 mei 1733) was een Nederlands kunstschilder. Van der Wilt schilderde diverse portretten van vooraanstaande personen uit de Delftse burgerij, waaronder schrijver en dichter Hubert Kornelisz. Poot.

## Biografie
Van der Wilt was een zoon van Willem van der Wilt, die een lakenwinkel had, en Emmerentia van der Staf. Hij was een leerling van de schilder Jan Verkolje en leraar van Jacob Campo Weyerman. Al in zijn vroege jeugd kende Van der Wilt een sterke drang tot kunst en het oefenen van zijn tekenvaardigheden. Het was op voorspraak van de graveerder Jan Goeree dat hij leerling werd bij Verkolje. Na zijn opleiding vestigde hij zich in Delft. Zijn werk en stijl kan getypeerd worden als die van een fijnschilder.
Van der Wilt was getrouwd met Johanna Biddaff en kreeg bij haar een zoon genaamd Willem. Willem leerde het vak van tekenen en schilderen van zijn vader maar stierf in de bloei van zijn leven op 24 januari 1727 en werd nauwelijks 36 jaar oud.

## Grafrijm
H.K. Poot schreef naar aanleiding van het overlijden van Van der Wilt het volgende grafrijm:
Hier sluimert VANDER WILT, 't penseel ten roem geboren.

O gy, die kunst waerdeert, betreurt den schrandren man.

De schildermin, helaes! heeft meer aen hem verloren

Dan op den breedsten zerk de beitel schryven kan.

## Galerij

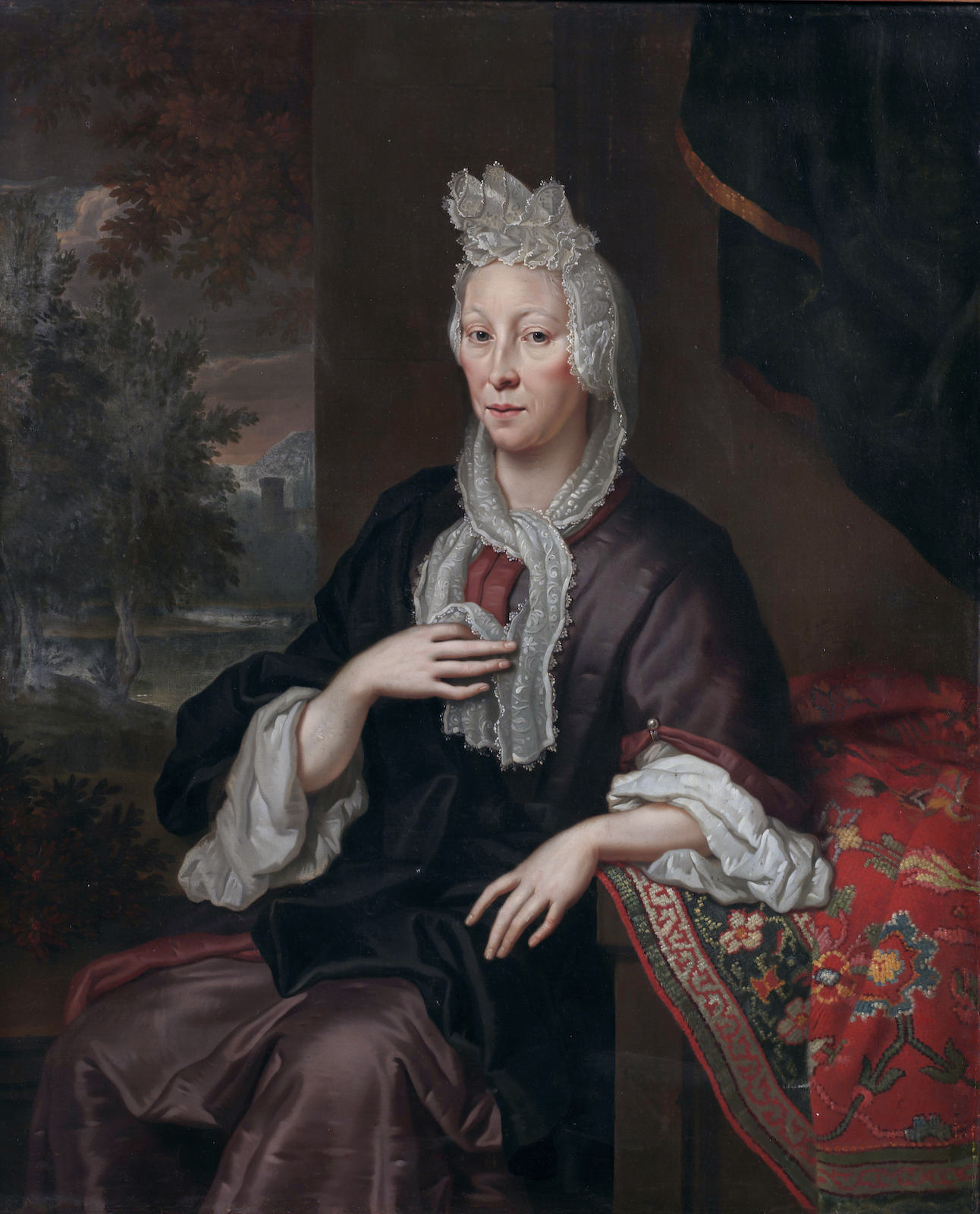
Portret van een dame (voor 1733)
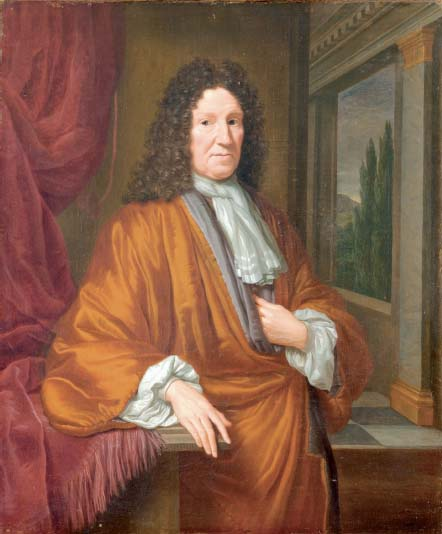
Hendrik van Deventer (1703)
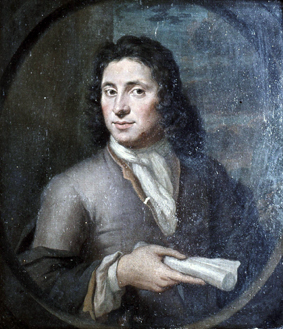
Hubert Kornelisz. Poot (1719)